# Península de Tasman

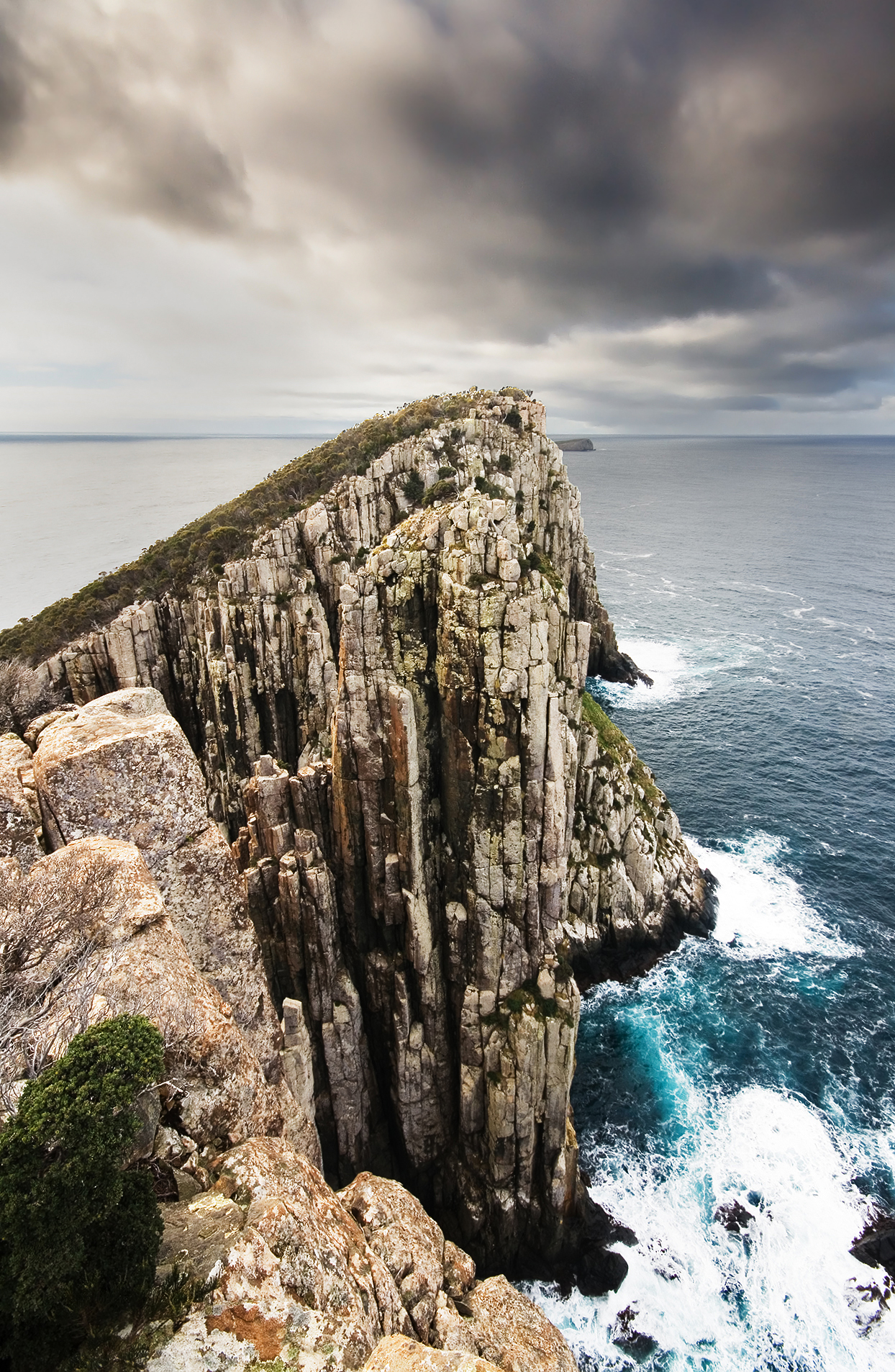
Totem Pole, cabo Huay

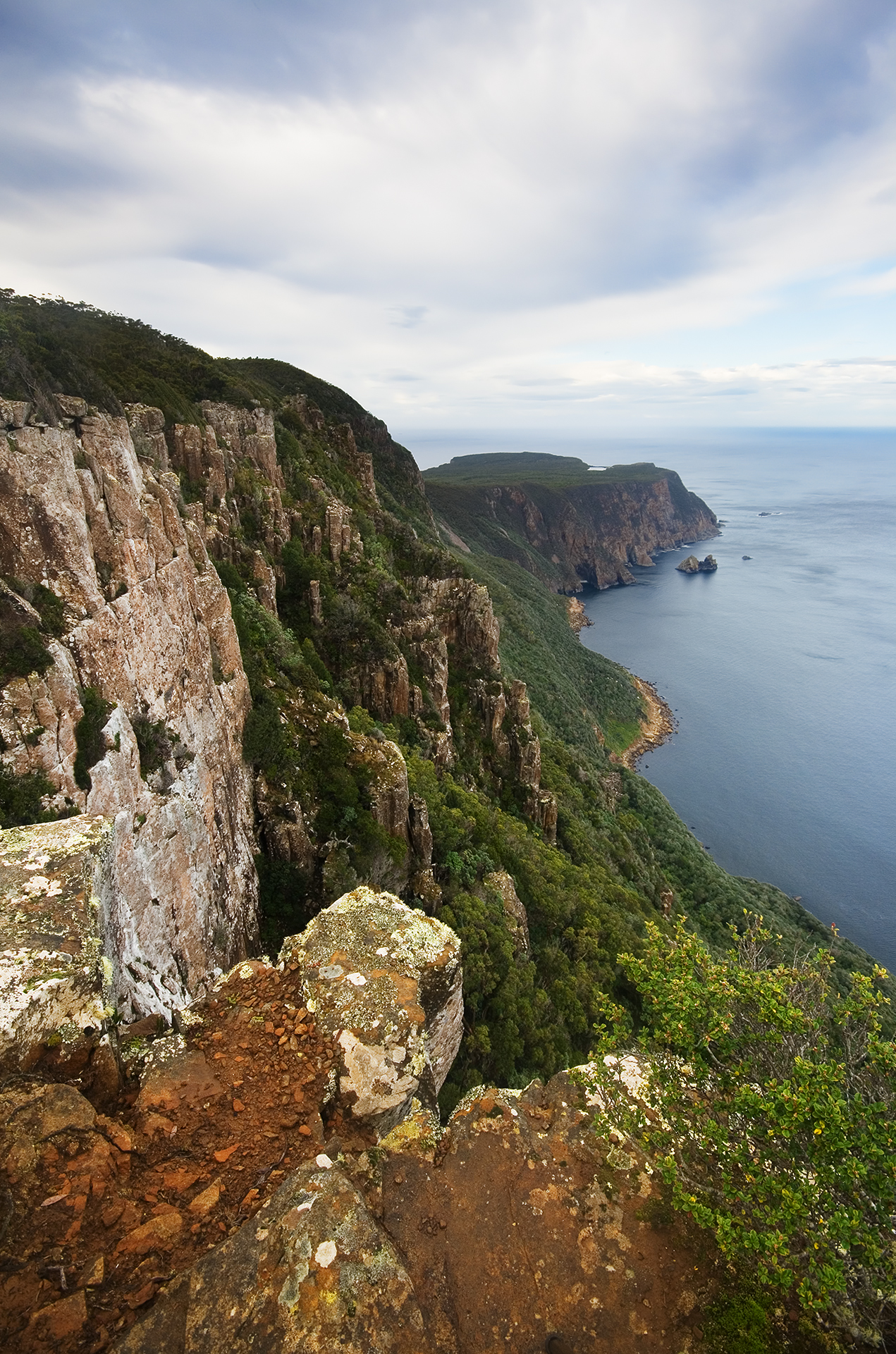
Cabo Raoul

La península de Tasman (en inglés Tasman Peninsula) es una península situada en el sudeste de la isla australiana de Tasmania, a 75 km al sudeste de la capital Hobart.  
La península se encuentra al sudoeste de la península de Forestier, unida por medio del Eaglehawk Neck. A lo largo de la península se extiende el parque nacional de Tasman y la línea costera está compuesta por numerosas bahías y cuenta con dos sitios reconocidos por la UNESCO como Patrimonio de la Humanidad.
La península de Tasman tiene una anchura de 19 km y una longitud de 27 km y cuenta con una superficie de 520 km². Está delimitada por la Storm Bay en el oeste, la Norfolk Bay al norte y el mar de Tasmania. Su punto más alto se alza a 460 m s. n. m.

## Historia
La península lleva su nombre en honor al navegante y descubridor neerlandés Abel Tasman, el primer europeo en documentar su llegada a Tasmania. Antes de la llegada de los europeos, en la región vivían aborígenes del clan Pydairrerme. Los pydairrermes eran un clan de la etnia de Oyster Bay, que habitaba en la costa este de Tasmania.
La primera colonia europea en Tasmania se asentó en Risdon Cove, aunque más tarde fue abandonada y se fundó Port Arthur, en la península de Tasman. Port Arthur fue fundado por los británicos como prisión del gobierno colonial británico que se encontraba en Nueva Gales del Sur en el continente australiano. 
En la península crecían árboles que por su robustez eran apreciados para la fabricación de navíos. Después de fundación de Port Arthur se descubrió la existencia de carbón en la península, que sería trabajado por los presos en Saltwater River, en lo que hoy es el Coal Mines Historic Site. Tanto Port Arthur como la mina de carbón fueron catalogadas en agosto de 2010 como patrimonio de la Humanidad por su valor histórico y cultural en el desarrollo de Australia.

## Demonio de Tasmania
La península es también una zona de protección del demonio de Tasmania, que no ha sufrido la enfermedad de tumores faciales del demonio de Tasmania, una enfermedad contagiosa entre los demonios. En Taranna se encuentra un proyecto que observa la población sin la enfermedad, y gracias a la estrecha unión entre la península y el resto de la isla, es muy probable que la enfermedad no llegue a la península.

## Paisaje

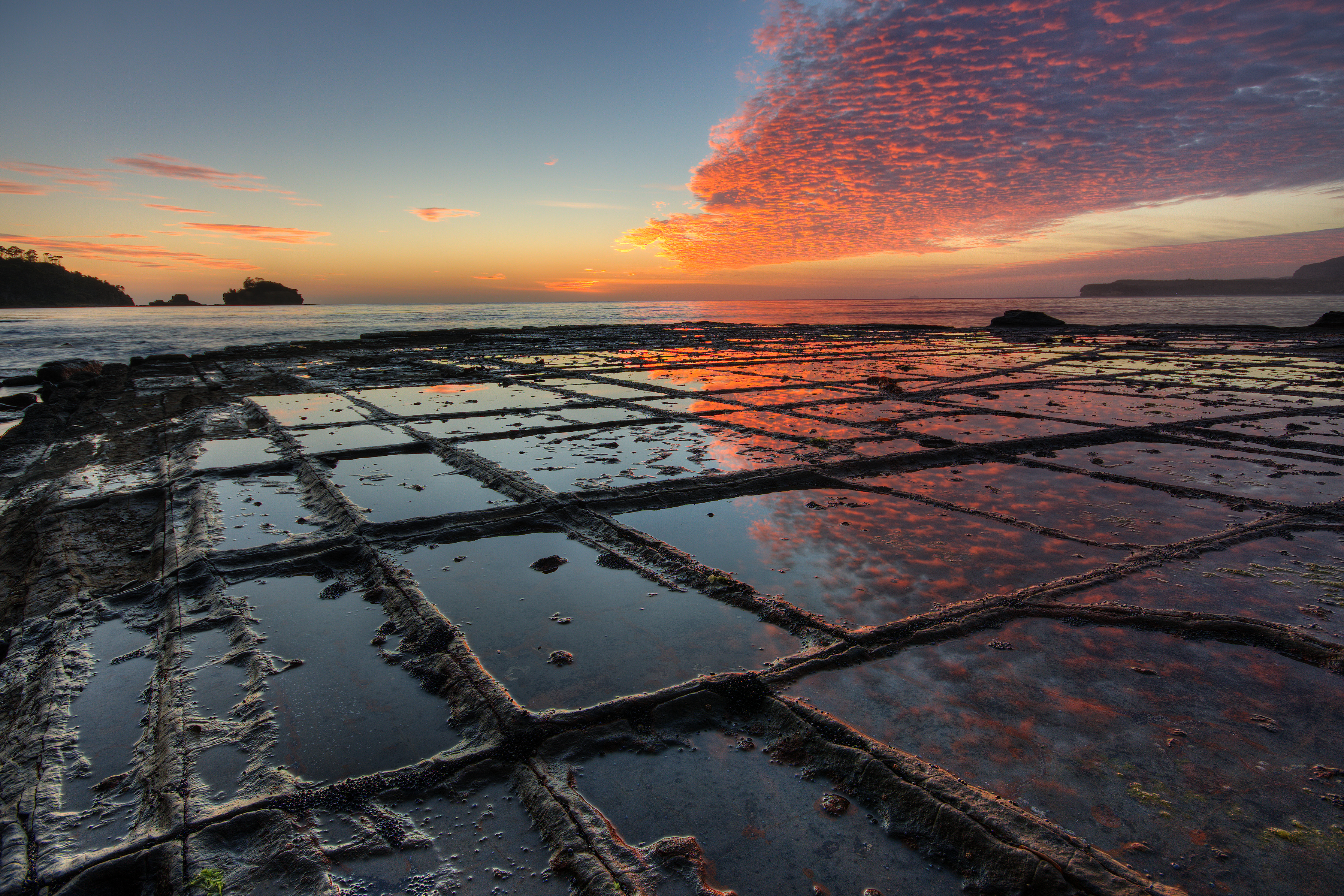
Formación rocosa en la costa de la península.

En la escarpada línea costera hay numerosos restos de navíos encallados. En el parque nacional de Tasman hay numerosas bellezas naturales como el Tasman Blowhole, la puerta natural de roca Tasman Arch, Devil's Kitchen en Eaglehawk Neck y la Remarkable Cave que atraen a los turistas. Las poblaciones más importantes en la península de Tasman son Nubeena y Koonya, y de menor tamaño Premaydena, Highcroft y Stormlea.
Debido a su localización geográfica, la península está expuesta a los Roaring Forties, fuertes vientso del Oeste. El clima es suave-moderado y los inviernos suaves. La península cuenta con una playa pública cerca de Cape Roaul, y con un sitio adecuado para el surf cerca de Shipstern Bluff.